# Peter Nick

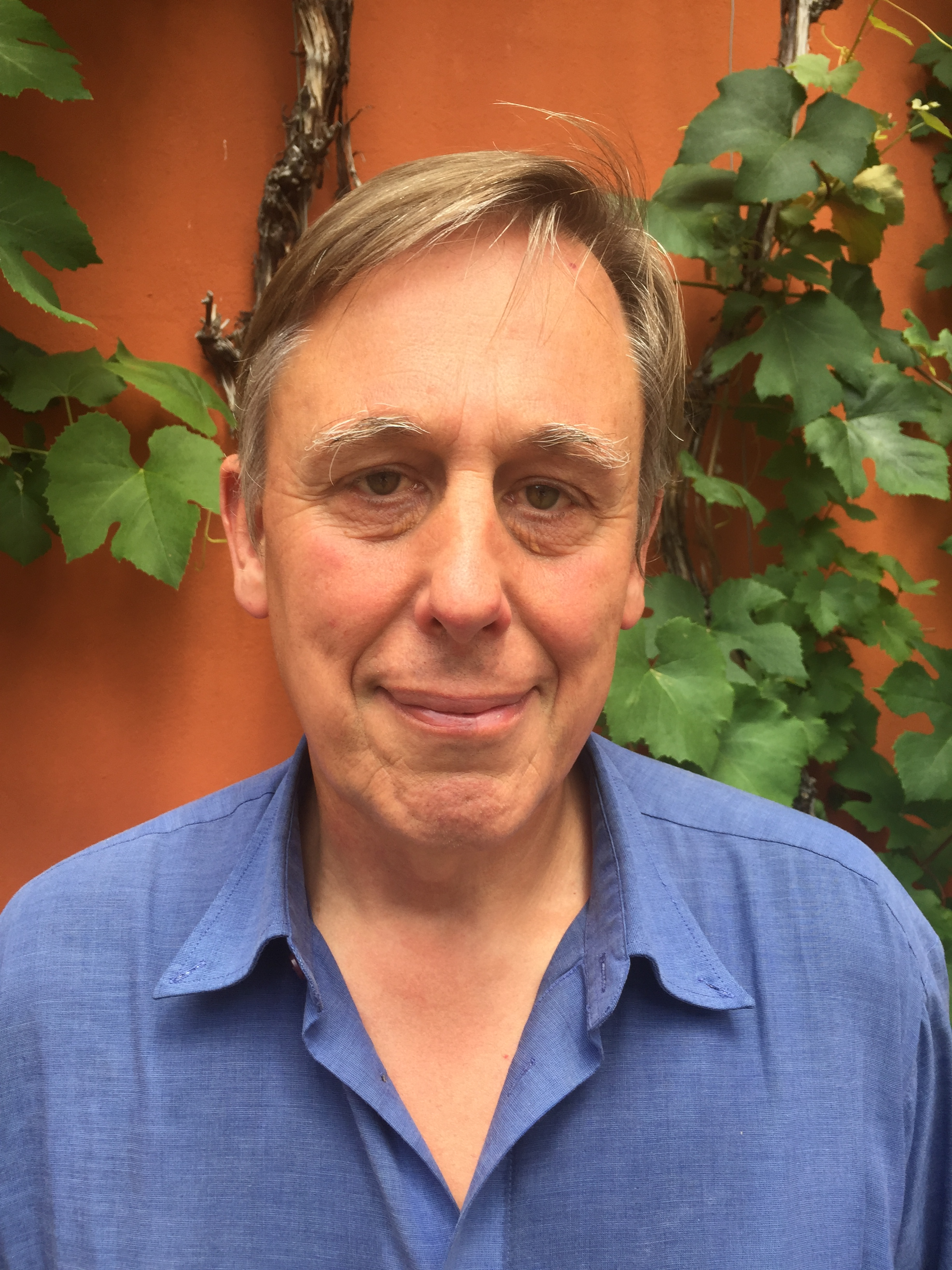
Peter Nick 2018

Peter Nick (* 1. Oktober 1962 in Leutkirch im Allgäu) ist ein deutscher Molekularbiologe. Er ist Leiter der Molekularen Zellbiologie am Karlsruher Institut für Technologie (KIT), langjähriger Studiendekan für Chemie und Biologie, Mitinitiator des Forums für Kritische Interdisziplinarität (FKI) und Preisträger des Landeslehrpreises Baden-Württemberg 2015.

## Leben und Wirken
Nach dem Besuch der Grundschule auf Schloss Zeil und dem Gymnasium in Leutkirch im Allgäu mit Abitur 1981 begann Peter Nick sein Biologiestudium an der Albert-Ludwigs-Universität Freiburg (1981–1986) mit Auslandssemester an der University of St Andrews in Schottland.
Der Diplomprüfung in Biologie in Freiburg mit Note sehr gut (1986) folgte das Aufbaustudium mit Promotion (1990). Nach Forschungsaufenthalten im Frontier Research-Program, Wako-shi in Japan und am CNRS-IBMP in Straßburg, habilitierte sich Peter Nick und erhielt die Venia legendi in Botanik (1996). Als Assistent bzw. Oberassistent am Institut für Biologie II, Freiburg wurde er 1999 Nachwuchsgruppenleiter „Dynamik des pflanzlichen Zellskeletts – Molekulare Zellbiologie in vivo“, das von der VW-Stiftung eingerichtet wurde.
Im Jahr 2003 nahm Peter Nick den Ruf an die Universität Karlsruhe auf die Professur „Molekulare Zellbiologie“ am Botanischen Institut 1 an, dessen Leiter er 2005 wurde. Von 2004 bis 2014 war er zusätzlich Studiendekan an der Fakultät für Chemie und Biowissenschaften. Rufe an die Universitäten Frankfurt, Darmstadt und Salzburg lehnte er ab.
Den Landeslehrpreis Baden-Württemberg erhielt er gemeinsam mit Mathias Gutmann 2015 für die Initiative FKI.
Peter Nick ist verheiratet und hat 2 Kinder.

## Preise und Ehrungen (Auswahl)
- 1981: Landessieger Baden-Württemberg bei Jugend forscht
- 1981–1990: Stipendium und Promotionsstipendium der Studienstiftung des Deutschen Volkes
- 1990–1992: Stipendium der Science and Technology Agency, Japan
- 1992–1994: Stipendium der Human Frontier Science Program Organization
- 1994–1996: Habilitationsstipendium der Deutschen Forschungsgemeinschaft
- 1999–2004: Nachwuchsgruppe der Volkswagen-Stiftunɡ[3]
- 2007: Lehrpreis der Fakultät für Chemie und Biowissenschaften, TU Karlsruhe
- 2014: Lehrpreis der Fakultät für Chemie und Biowissenschaften, KIT
- 2015: Lehrpreis des Landes Baden-Württemberg

## Arbeiten (Auswahl)
- 1985 Bachelor Sci. Thesisː „Heterophylly in a Potamogeton Species“
- 1986 Diplomarbeit: „Photogravitropismus und Polarität beim Maiskeimling“
- 1990 Dissertation: „Versuch über Tropismus, Querpolarität und Mikrotubuli“
- 1996 Habilitationsschrift: „Einzelzelle und Pflanzengestalt“
- 2003 editor-in-chief von PROTOPLASMA
- 2005 Professor und Leiter des Botanischen Instituts 1, Karlsruhe
- 2011 Series Editor Plant Cell Monographs (Springer)
- 2021 mit Joachim W. Kadereit, Christian Körner, Uwe Sonnewald: Strasburger – Lehrbuch der Pflanzenwissenschaften. Springer Spektrum, 38. Auflage. Berlin/Heidelberg 2021, ISBN 978-3-662-61942-1 [Print] (ISBN 978-3-662-61943-8 [E-Book]).